# Rovereto sulla Secchia
Rovereto sulla Secchia (Al Vrê in dialetto carpigiano) è una frazione di Novi di Modena, in provincia di Modena.

## Geografia
Rovereto sulla Secchia sorge nella bassa modenese, lungo la sponda sinistra del fiume Secchia. La frazione è situata a 11 km a sud-est del capoluogo comunale Novi di Modena.

## Storia

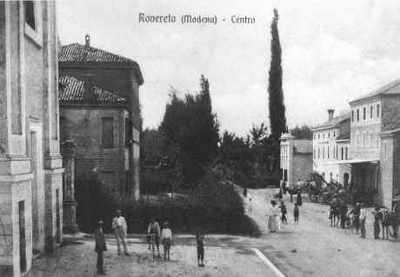
Foto del centro di Rovereto sulla Secchia agli inizi del XX secolo.

Il territorio di Rovereto, già nel 752, era compreso nelle donazioni del re longobardo Astolfo a suo cognato Anselmo primo abate nel monastero nonantolano.
La prima notizia certa è datata 890, si tratta di un diploma del re Berengario del Friuli, nel quale è scritto che alcuni pezzi di terra nel territorio di Rovereto furono oggetto di donazione ad un certo Roperto.
Questa località è nominata su documenti nel 951 e 994 e dopo il mille; nel 1174 è chiamata Roveretum Castrum di pertinenza a Roncaglia.
Già nel 1000 questa località possedeva un grande castrum, presso il fiume Secchia a difesa del territorio, che confinava col reggiano.
Nel periodo carolingio, canossiano e comunale il territorio di Rovereto era soggetto al monastero di Nonantola, poi al Vescovo di Modena, al Vescovo di Reggio e ai Canossa.
Questi passaggi di proprietà durarono fino al 1387, quando l'imperatore Venceslao di Lussemburgo, con un'investitura, concesse questo territorio a Giberto I Pio, signore di Carpi.
Nel 1432 i Pico, signori di Mirandola, ebbero pretese sul territorio di Rovereto e Sant'Antonio in Mercadello; nello stesso anno l'imperatore Sigismondo concesse l'investitura su tutto il territorio suddetto ai Pico.
Nel 1445 i casati Pio e Pico stipularono, con l'assenso imperiale, un accordo col quale il territorio di Rovereto tornò ai Pio in cambio dei territori vallivi di Santo Stefano e di parte di quelli di Sant'Antonio.
Nel 1527, dopo che i Pio perdettero il dominio di Carpi, il territorio di Rovereto passò agli Estensi; questi lo concessero in feudo ai principi di Massa.
Nel 1651, il 30 giugno, il territorio di Rovereto divenne Contea e Marchesato e fu ceduto al nobile Annibale Foschieri che ne rimase proprietario fino al 1796.
Nel periodo napoleonico Rovereto divenne frazione di Novi. Nel 1815, con la Restaurazione, il territorio di Rovereto passò sotto la giurisdizione di Carpi, rimanendovi fino all'Unità d'Italia, quando di nuovo e definitivamente venne incorporato al territorio di Novi divenendone sua frazione. Dalla seconda metà del XIX secolo la località, afflitta come gran parte della pianura Padana da gravi situazioni sociali legate alla questione agraria, divenne terreno fertile per gli ideali anarchici ed anticlericali e, successivamente, antifascisti. Nel 1912 Rovereto sulla Secchia fu interessata da uno sciopero dei bovari e dei mezzadri durato sei mesi.
Nel corso della guerra di Liberazione contro i nazifascisti Rovereto sulla Secchia fu al centro di due episodi eclatanti. Il primo fu la cosiddetta strage degli intellettuali, ovvero sia la fucilazione di otto antifascisti (un nono morirà giorni più tardi all'ospedale di Mirandola) perpetrata dai militi della Brigata Nera il 7 agosto 1944 davanti alla chiesa della frazione.
Il secondo episodio, avvenuto il 17 marzo 1945, fu un breve ma duro scontro in campo aperto tra i partigiani, circa 600-700, ed i nazifascisti, circa un migliaio e dotati di due autoblindo. La battaglia fu vinta dalle formazioni partigiane che tuttavia contarono cinque morti: Albano Modena, Nevio Scannavini, Savino Forti, Eva Frattini e Remo Nasi. La battaglia è il combattimento più rilevante avvenuto nella pianura modenese.

### Sisma 2012
In occasione del terremoto dell'Emilia del 2012, il paese è stato quasi distrutto dalla scossa del 29 maggio. La chiesa è crollata e il 30% delle case è stato abbattuto. Nel crollo della chiesa avvenuto alle ore 9 del 29 maggio perse la vita il parroco don Ivan Martini, al quale il papa Benedetto XVI ha reso omaggio durante la sua visita pastorale a Rovereto il 26 giugno successivo. Pur non essendoci state altre vittime, i segni della devastazione sono stati evidenti per lungo tempo: la ricostruzione del paese ha richiesto molte risorse e tempo. Sono state anche donate molte strutture al paese, come le scuole temporanee. Tutti i negozi del centro sono stati in seguito spostati nella via principale. Rovereto è stato dichiarato il secondo paese più colpito dal sisma. Gran parte del patrimonio artistico è stato perso e il paese si è letteralmente svuotato.

## Monumenti e luoghi d'interesse

### Architetture religiose
- Chiesa di Santa Caterina d'Alessandria, costruita nel 1454 col titolo della protettrice dei mugnai, divenuta a fine Cinquecento unica parrocchia del territorio. Fu restaurata completamente nel 1857. Fu gravemente danneggiata dal terremoto del 2012.
- Oratorio di San Francesco da Paola

### Architetture civili
- Palazzo Estense delle Lame e l'annesso oratorio, residenza estiva della famiglia Pio di Carpi, ma anche come centro amministrativo delle proprietà fondiarie ad esso connesse.
- Palazzo Grilenzoni

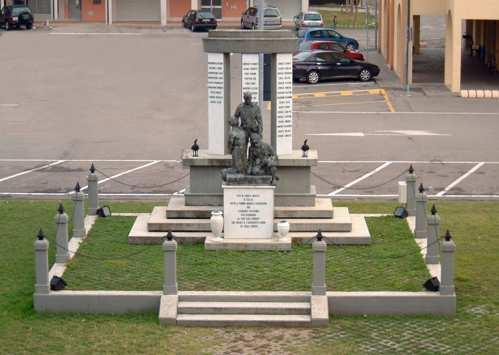
Foto del monumento ai caduti

- Palazzo di tenuta Delfina, costruito negli anni trenta del '900 dall'ebreo Golfinger, poi fuggito in Svizzera dopo l'emanazione delle leggi razziali fasciste del 1938.
- Monumento ai Caduti della Liberazione, costruito nel 1946, riporta anche i nomi delle vittime della strage degli intellettuali.